# Kissándori
Kissándori (1899-ig Kis-Sztrice, szlovákul Malé Ostratice) Sándori településrésze, egykor önálló falu Szlovákiában, a Trencséni kerületben, a Simonyi járásban.

## Fekvése
Simonytól 9 km-re északnyugatra fekszik, ma Sándori község északi részét képezi.

## Története
Sztrice települést 1193-ban említik először. Későbbi magyar nevét egykori birtokosáról, a Sándor családról kapta.
Kissándori 1439-ben tűnik fel önállóan először „Felse Streche” alakban. 1493-ban „Kys Streze” néven említik. 1598-ban malom és 16 ház állt a faluban. 1720-ban 7 adózó portája volt. 1784-ben 21 házában 36 család és 180 lakos élt.
A 18. század végén Vályi András így ír róla: „STRICZE. Rongyos Stricze, Kis Stricze, Nagy Stricze. Három tót faluk Trentsén Várm. Rongyos Striczének földes Urai Bacskády, és több Urak; fekszik Nagy Khlivenhez nem meszsze, mellynek filiája; Kis Striczének földes Urai több Urak; Nagy Striczének pedig Bagody, és több Urak, fekszenek Ribinnek szomszédságában, és annak filiáji; lakosaik katolikusok, határbéli földgyeik termékenyek, réttyek, legelőjök hasznos, vagyonnyaik külömbfélék.”
1828-ban 15 háza és 236 lakosa volt. Lakói mezőgazdasággal foglalkoztak.
Fényes Elek 1851-ben kiadott geográfiai szótárában így ír a faluról: „Kis-Sztricze, tót falu, Trencsén vmegyében, 190 kath., 20 evang. lak.”
A trianoni diktátumig Trencsén vármegye Báni járásához tartozott.
1960-ban egyesítették Nagysándorival.

## Népessége
1910-ben 331, túlnyomórészt szlovák lakosa volt.

## Nevezetességei
- Két kastélya közül a régebbi a 16. század második felében épült reneszánsz stílusban. A 18. században barokk stílusban építették át. Utoljára 1820 körül változott, amikor empire stílusban átalakították.

## Külső hivatkozások
- Kissándori Szlovákia térképén

## Lásd még
- Sándori
- Nagysándori